# Franklyn Ajaye
Franklyn Ajaye est un acteur et scénariste américain, né le 13 mai 1949 à Brooklyn, New York (États-Unis).

## Filmographie
- 1975 : Keep on Truckin' (en) (série TV)
- 1976 : Vol à la tire (Sweet Revenge) de Jerry Schatzberg : Edmund
- 1976 : Car Wash de Michael Schultz : T.C. Elcott dit La Mouche
- 1978 : Le Convoi (Convoy) de Sam Peckinpah : Spider Mike
- 1980 : Le Privé de ces dames (The Cheap Detective) (TV) : Elvis
- 1980 : Faut s'faire la malle (Stir Crazy) de Sidney Poitier : Le jeune homme à l'hôpital
- 1980 : The Jazz Singer de Richard Fleischer : Bubba
- 1983 : Hysterical de Chris Bearde (en) : Leroy
- 1983 : Get Crazy de Allan Arkush : Cool
- 1984 : Hot Flashes (série TV) : Walter Conkrite
- 1985 : Vacances de folie (Fraternity Vacation) de James Frawley : Harry
- 1987 : Glory Years (TV) : Wilson
- 1987 : Hollywood Shuffle (en) de Robert Townsend : Garde du corps #1
- 1988 : The Wrong Guys (en) de Danny Bilson : Franklyn Ajaye
- 1989 : Les Banlieusards (The 'burbs) de Joe Dante : Detective #1
- 1993 : L'Arme blanche (en) (American Yakuza) de Frank Cappello : Sam
- 2001 : Brown Shoe Polish de Nicholas Black : Tenancier de la boutique de viennoiseries
- 2002 : La Reine des damnés (Queen of the Damned) de Michael Rymer : Dealer français
- 2003 : Mission pirates (Pirate Islands) (série TV) : Five Spice
- 2011 : Mes Meilleures Amies de Paul Feig : Le Père de Lillian